# Vindula arsinoe
Vindula arsinoe (Engels: The Cruiser) is een vlinder uit de familie Nymphalidae (vossen, parelmoervlinders en weerschijnvlinders). 

## Kenmerken
De spanwijdte bedraagt ongeveer 80 millimeter.

## Verspreiding en leefgebied
De vlinder komt voor in de regenwouden van het Australaziatisch gebied, met name van Maleisië tot noordelijk Australië. 

## Waardplanten
De rupsen hebben soorten uit het geslacht passiebloem als waardplant. De waardplanten zijn Passiflora aurantia, Passiflora foetida en Adenia heterophylla.